# Zaragozana (ciruela)
Zaragozano es una  variedad cultivar de ciruelo (Prunus domestica) Esta ciruela está cultivada tradicionalmente en la sierra norte de Madrid Comarca Lozoya Somosierra, en Pinilla del Valle. Se está cultivando en el vivero de "La Troje" "Asociación sembrando raíces, cultivando biodiversidad", donde cultivan variedades frutícolas y hortícolas de la herencia para su conservación y recuperación de su cultivo. Asimismo, está cultivado en el IMIDRA- Banco de Germoplasma de Variedades Tradicionales de Frutales de la Comunidad de Madrid (Finca La Isla).

## Sinónimos
- “Ciruelo Zaragozano“,[5]
- "Ciruela Negra Zaragozana".

## Historia
Se piensa que la especie Prunus domestica es un híbrido entre 'P. spinosa' y 'P. cerasifera', originaria del Cáucaso y el suroeste asiático (Masefield et al. 1980; López González 2002). Dentro de esta especie se incluyen las variedades de más antigua difusión en Europa, ya que su cultivo se desarrolló principalmente en los Balcanes y países mediterráneos (Waugh 1910). La especie P. insititia ha sido considerada por algunos autores subespecie de P. domestica (Prunus domestica subsp. insititia) debido a su parecido con ésta (López González 2002).
'Zaragozano' tiene arraigado su cultivo en la Sierra Norte de Madrid, en Pinilla del Valle llevan cultivándose más de un siglo. El epíteto “zaragozano” puede indicar que esta variedad se trajo de Aragón, como ocurre con variedades de manzano presentes en la comarca. Se ha conservado en cultivo por ser muy productiva.
Se utilizaban como setos en los huertos y linares.

## Características
El ciruelo de la variedad 'Zaragozano' es muy rústica, resistente a las heladas y las plagas. No es vecera.
la floración en los meses de marzo y abril.
La variedad de ciruela 'Zaragozano' tiene un fruto de tamaño de calibre mediano, y forma redondeada, con la piel de color negro azulado que se torna más oscuro en la madurez. Tiene sabor ácido.
A pesar de tener espinas, esta variedad tiene frutos con hueso aplanado del que se separa fácilmente la pulpa, característica típica de 'P. domestica', por lo que pudiera tratarse de un híbrido entre esta especie y 'P. insititia'.
Maduración temprana, para mediados o finales de agosto ya están maduros, son más tempranos que otras variedades. Una vez maduros se caen fácilmente del árbol por lo que para recogerlos simplemente se zarandea el árbol.

## Cultivo
Los ciruelos tradicionalmente no se injertaban. Las variedades presentes son multiplicadas de forma vegetativa, trasplantando los chupones que brotan de las raíces, o de forma sexual, a través de semilla.
La producción estaba tradicionalmente orientada al autoconsumo, salvo en Puebla de la Sierra que se llevaban a vender a otros pueblos de la comarca. Algunas variedades del Valle Alto de Lozoya se hacían pasas y de esta forma se alargaba la conservación. 

“Ahora las ciruelas se agusanan, antes no. Antes no se curaba nada, pero estaba todo labrao”.
(Saturnino, Robledillo de la Jara).

Autofértil, es una muy buena variedad polinizadora de todos los demás ciruelos.

## Usos
Tradicionalmente se consumo en crudo y para hacer mermeladas. Muy valorada por su sabor: “es esencia”, “es la mejor”. También se llevaban a Madrid para venderlas en las confiterías de la Plaza de la Cebada.